# 트레인 스위트 시키시마
트레인 스위트 시키시마(일본어: TRAIN SUITE 四季島 トランスイート しきしま[*])는 동일본여객철도(JR 동일본)가 2017년 5월 1일부터 운행하고 있는 주유형 임시 침대열차(크루즈 트레인)이다. 일반적인 침대열차나 장거리 열차는 이동에 목적을 두었으나 본 열차는 기/종점이 동일하며, 타는 것 자체가 목적이 되는 크루즈형 여행을 제공한다. 여행의 컨셉 단어는 "심유 탐방"(深遊探訪)이다.
2017년에 굿 디자인 베스트 100을 수상하였다.

## 운행 개시 이전까지
JR 동일본이 2013년 6월 4일, 관광 입국 추진의 일환으로 크루즈 트레인을 새롭게 운행한다는 계획을 발표하였다. 발표에서 2016년 봄 이후에 운행을 개시하는 것을 목표로 한다고 밝혔으며, 동시에 초기 이미지도 공개하였다. 2014년 6월 3일에는 오쿠야마 기노유키(켄 오쿠야마)가 프로듀스를 담당한 2차 차체 이미지가 공개되었으며, 운행 개시 예정일은 2017년 봄 무렵으로 연기되었다. 같은 해 10월 7일에는 열차명을 "TRAIN SUITE 시키시마"로 결정하겠다고 발표되었다. 열차명의 "시키시마"(四季島)는 일본의 옛날 국명인 "敷島"와 음이 같은 문자이며, "시키시마"의 "시키"(四季)는 "사계"(사계절)를 의미한다. 이는 "아름다운 사계의 전통을 느끼면서 여행을 연상시키고 시간과 공간의 변화를 즐기는 열차"(美しい四季と伝統を感じながらの旅を連想させ、時間と空間の移り変わりを楽しむ列車)라는 컨셉을 담아 명명한 것이다.
덧붙여, 차량 디자인 발표 후에도 내외 조정이 여러번 실시되었다.
2015년 6월 9일, JR 동일본의 정례사장회견에서 우에노역에 전용 라운지를 설치하기로 결정되었다. 또한 당시 JR 동일본 사장이었던 도미다 데쓰로는 "홋카이도 등 타 회사의 관내도 크루징하는 것을 생각 중이다"(北海道など他社の管内もクルージングすることを考えたい)라고 말했으며, 이에 따라 홋카이도까지 직결 운행을 하기 위해 홋카이도 신칸센 개통으로 정기운행이 불가능하게 된 침대특급 '카시오페이아'의 뒤를 잇는 형태로 하여, JR 홋카이도와 JR 동일본 간에 운행 시비(是非)를 검토했다. 그 후, 같은 해 12월 2일에 3박 4일 코스의 경우 홋카이도의 노보리베쓰역까지 운행한 후, 니가타 지역으로 가는 코스로, 2박 3일 코스의 경우 북동북을 도는 코스로 결정되었다.
2016년 5월 10일, JR 동일본은 본 열차의 운행 개시일을 2017년 5월 1일로 결정했다고 발표했다. 또한 2017년 5~6월 2개월분의 여행 신청 상황은 첫 날이 되는 2017년 5월 1일에 출발하는 3박 4일 코스가 최고배율 76배였고, 평균 배율이 6.6배였다.
2016년 6월 16일, 종합차량제작소 오미야 사업소에서 디럭스 스위트 차량의 실물 크기 목업이 공개되었으며, 같은 해 8월 24일에는 가와사키 중공업 공장에서 차내를 제외하고 완성된 트레인 스위트 시키시마 전용 차량 7량 중 2량을 선보였다.

## 같이 보기
- 나나쓰보시 in 규슈 - 큐슈여객철도(JR 규슈)가 운행하는 주유형 임시 침대열차(크루즈 트레인)로, 디젤 기관차가 견인하는 동력집중식이다.
- 트와일라이트 익스프레스 미즈카제 - 서일본여객철도(JR 서일본)가 운행하는 주유형 임시 침대열차(크루즈 트레인)로, 전기식 하이브리드 기동차로 운행되는 동력분산식이다.

### 내용주
1. ↑  본래 카시오페이아 크루즈를 제외한 카시오페이아는 정기적으로 운행하는 열차였으나, 홋카이도 신칸센 개통 이후에는 특정 운행 기간에만 운행하는 임시열차가 되었다. 또한 홋카이도 신칸센 개통 이후 2017년 2월까지는 JR 화물로부터 2종류의 기관차를 빌려서, JR 홋카이도 소속 승무원이 카시오페이아 크루즈와 카시오페이아 키코가 삿포로까지 운행하였다. 이 열차의 정기적인 운행이 어려워지게 된 이유는 JR 홋카이도가 카시오페이아를 견인하는 기관차를 관리할 예산 등이 없었기 때문이다.